# Pavel Brümer
Pavel Brümer (29. dubna 1946 Šluknov – 15. září 2015) byl český zpěvák a hráč na banjo. V prosinci roku 1967 spolu s Karlem Poláčkem a Janem Turkem založil v Ústí nad Labem skupinu Greenes, která později změnila název na Bluegrass Hoppers a posléze na Fešáci. V sestavě Fešáků vydržel až do roku 2001, kdy byl ze zdravotních důvodů nucen skupinu opustit. V roce 1989 založil spolu se spoluhráči z Fešaků skupinu Nervové sanatorium, která se později přejmenovala na Cadillac podle první desky z roku 1992. V letech 1995 a 1997 vydal dvě společná alba s Tomášem Linkou Poslední soud a Život je jízda. Poslední sólovou desku Není nejhůř jak se zdá vydal v roce 1999. Zemřel po dlouhé nemoci 15. září 2015.

## Nejznámější hity
- Matterhorn
- Dárek vánoční
- První honorář
- Strašidelný vlak
- Country bál
- Amanda
- Hvězda Countryon
- Komedianti nestárnou
- Cadillac
- Kamaráde, pusť ten kolotoč
- Ranní ticho
- Písně vlaků
- První vlak
- Paměti
- Neboj, lásko
- Od ní
- Zvony
- Konečná

## Diskografie
- Pavel Brümer - Cadillac 1992 Multisonic
- Pavel Brümer a Tomáš Linka - Poslední soud 1995 PRESSTON
- Pavel Brümer a Tomáš Linka - Život je jízda 1997 AB STUDIO
- Pavel Brümer - Není nejhůř jak se zdá 1999 AB STUDIO

## Filmové role
- Trhák (1980; režisér Zdeněk Podskalský) role: požárník
- povídka Expres do Bratislavy (režisér Jan Prokop) z filmu Přátelé Bermudského trojúhelníku (1987) role: řemeslník OPBH
- Sedm hladových (1988, režisér Karel Smyczek) role: pacient v odtučňovací léčebně
- Nemocný bílý slon (1989, režisér Karel Smyczek) role: služební řidič